# Arthrophyllum lucens
Arthrophyllum lucens là một loài thực vật có hoa trong Họ Cuồng cuồng. Loài này được Craib mô tả khoa học đầu tiên năm 1930.